# سینه‌هلالی دوطوقه

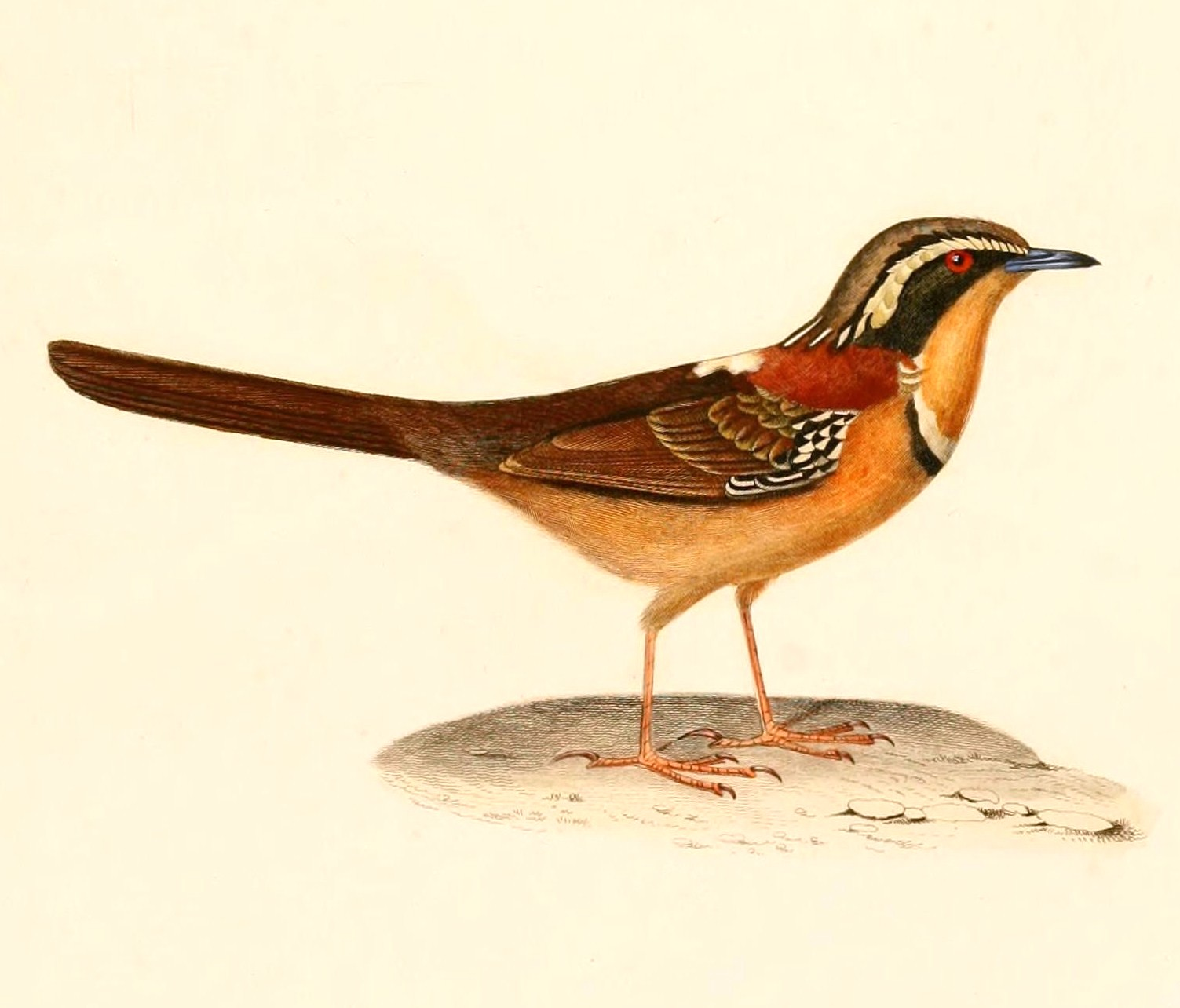
تصویری از پرنده سینه هلالی دوطوقه

سینه‌هلالی دوطوقه (انگلیسی: Double-collared crescentchest) پرنده‌ای است از خانواده سینه‌هلالی‌ها.
زیستگاه این پرنده در گرم‌دشت‌های خاور کشور بولیوی است.